# Насиље (ТВ филм)
„Насиље” је југословенски ТВ филм из 1970. године. Режирао га је Урош Ковачевић а сценарио су написали Урош Ковачевић и Ненад Радановић.

## Улоге
| Глумац         | Улога |
| -------------- | ----- |
| Урош Крављача  | Феуз  |
| Наташа Маричић | Нефа  |